# Infosystem
Infosystem – międzynarodowe targi branży informatyki i telekomunikacji organizowane przez Międzynarodowe Targi Poznańskie w latach 1987 do 2008.
Od roku 2004 organizowane w formule forum zastosowań informatyki w przemyśle, biznesie i administracji.
Zakres tematyczny targów obejmuje: systemy DMS, CMS, BPM; CRM, ERP; controlling i hurtownie danych; systemy FK i HR; e-learning; usługi i aplikacje internetowe; konsulting IT oraz bezpieczeństwo IT. Począwszy od 2007 r. targi Infosystem odbywają się także jako wydarzenia towarzyszące organizowanych przez MTP targom branżowym: Budma/Infosystem – Informatyka dla budownictwa i nieruchomości, Expo/Power/Infosystem – Informatyka w energetyce, Tour Salon/Gastro-Invest-Hotel/Infosystem – Informatyka dla gastronomii, hotelarstwa i turystyki.